# Die Straße (Fernsehserie)
Die siebenteilige Serie Die Straße lief vom 21. Januar 1978 bis 20. Mai 1978 im ZDF und wird im Vorspann als „Spielserie über gefährdete Jugendliche“ bezeichnet.

## Handlung
Erzählt wird von Jugendlichen, die sich zur Motorradgang „Devils“ zusammengetan haben. Mit ihren Motorrädern oder Mofas fahren sie durch die Stadt und hängen in Kneipen oder auf dem Gehsteig ab, wo sie Ladeninhabern ein Dorn im Auge sind. Niemand will etwas mit den Devils zu tun haben. Hanno und Katrin, zwei Sozialarbeiter aus dem neu eröffneten Jugendtreff in der Keplerstraße, wollen die "Devils" von der Straße holen. Sie lassen zu, dass die „Devils“ den Jugendtreff als ihr Vereinslokal okkupieren. In jeder etwa 45 Minuten langen Folgen, die in Münchens Osten gedreht wurden, steht ein Jugendlicher mit seinen Problemen im Mittelpunkt. Katrin und Hanno versuchen zu helfen, wo sie können – müssen aber gleichzeitig auch um das Bestehen des Jugendtreffs und ihrer eigenen Arbeitsplätze kämpfen.